# Генріх Шрайбер (підводник)
Генріх Шрайбер (нім. Heinrich Schreiber; 30 квітня 1917, Магдебург — ?) — німецький офіцер-підводник, капітан-лейтенант крігсмаріне.

## Біографія
9 жовтня 1937 року вступив в сулжбу озброєнь флоту. З 3 травня по 1 липня 1940 року — оперативний офіцер Управління постачання морської артилерії Кіля-Дітріхсдорфа. З липня 1941 року — командир взводу 211-го морського зенітного дивізіону (Екернферде). 1 березня 1943 року перекваліфікований на морського офіцера і призначений в 3-ю флотилію блокадопроривачів. З травня по 1 серпня 1943 року пройшов підготовку у Військово-морському училищі Везермюнде, з 2 серпня 1943 по 15 лютого 1944 року — курс підводника, після чого був переданий в розпорядження 23-ї флотилії. З 1 квітня по 30 червня 1944 року пройшов курс командира підводного човна.
З 16 липня 1944 року — командир підводного човна U-270. 10 серпня вийшов у свій перший і останній похід разом з персоналом з обложеного Лор'яна. 13 серпня човен був потоплений в Біскайській затоці західніше Ла-Рошелі глибинними бомбами австралійського летючого човна «Сандерленд». 10 осіб, які перебували на борту, загинули, 71 (включаючи Шрайбера), були врятовані і взяті в полон.

## Звання
- Кандидат в офіцери служби озброєнь (9 жовтня 1937)
- Кадет служби озброєнь (28 червня 1938)
- Фенріх служби озброєнь (1 квітня 1939)
- Оберфенріх служби озброєнь (1 березня 1940)
- Лейтенант служби озброєнь (1 травня 1940)
- Оберлейтенант служби озброєнь (1 квітня 1942)
- Оберлейтенант-цур-зее (1 березня 1943)
- Капітан-лейтенант (1 жовтня 1944)

## Нагороди
- Залізний хрест 2-го класу (1941)
- Нагрудний знак мінних тральщиків (9 липня 1942)